# Happy Toy
『Happy Toy』（ハッピー・トイ）は、1994年10月10日にEpic/Sony Recordsから発売されたCHARAの4枚目のオリジナル・アルバム。規格品番：ESCB-1515。

## 概要
前作『Violet Blue』から約1年1ヶ月ぶりのオリジナル・アルバムで、独身時代（浅野忠信との結婚前）最後のアルバム。
1stアルバムから編曲を手掛けていた浅田祐介（U-SKE名義）が参加した最後のアルバムとなった。
再び浅田が編曲を手掛けたのはYUKIとのユニット・Chara+YUKI「愛の火 3つ オレンジ」（1999年）まで行われず、以降はコンビを組んでいない。
1997年発売・Charaソロ名義最大のヒットなった楽曲「やさしい気持ち」の編曲を手がけることになるレーベルメイト、詩人の血のギタリスト・渡辺善太郎が、本作から参加をした。

## 収録曲
特記以外　作詞・作曲:Chara　編曲:U-SKE
1. Baby Baby
2. あたしなんで抱きしめたいんだろう?
  - 作曲:土屋公平　編曲:渡辺善太郎
  - 11thシングル。
  - トヨタ自動車「スターレット・ジーンズ」CMソング。
3. いや
  - 作曲:Chara/U-SKE
4. パパと見ていた
  - 編曲:D.Motion
5. 罪深く愛してよ
  - 作曲:Chara/U-SKE
  - 10thシングル。
6. Happy Toy
  - 作曲:Chara/渡辺善太郎　編曲:渡辺善太郎
7. まばたき
  - 作曲:Chara/U-SKE
  - 10thシングルのカップリング曲。
8. びしょぬれの
  - 作曲:Chara/平田瑞穂
9. 夢見る富士額
  - 作曲:Chara/U-SKE
10. ひきとめられない
  - 編曲:D.Motion